# Krisztián Nagy
Krisztián Nagy (ur. 18 lipca 1995 w Kaposvár) – węgierski piłkarz występujący na pozycji ofensywnego, środkowego lub prawego pomocnika.
Od 2021 zawodnik klubu Kecskeméti TE.